# Ato Institucional n.º 15
O Ato Institucional Número Quinze (AI-15) foi baixado pela junta militar e demais ministros de Estado, Augusto Hamann Rademaker, Aurélio de Lyra Tavares e Márcio de Souza e Mello, Luís Antônio da Gama e Silva, José de Magalhães Pinto, Antônio Delfim Netto, Mário David Andreazza, Ivo Arzua Pereira, Tarso Dutra, Jarbas G. Passarinho, Leonel Miranda, Edmundo de Macedo Soares, Antônio Dias Leite Júnior, Hélio Beltrão, José Costa Cavalcanti, Carlos F. de S no dia 11 de setembro de 1969.
Este ato institucional impôs a data das eleições nos municípios sob intervenção federal para 15 de novembro de 1970.